# 향석초등학교
향석초등학교는 대한민국 경상북도 예천군에 있었던 초등학교이다.

## 연혁
- 1947년 8월 1일 용궁국민학교 향석분교장 설립
- 1955년 4월 1일 향석국민학교 승격
- 1996년 3월 1일 향석초등학교로 개칭
- 2003년 3월 1일 폐교